# Hyphinoe quadrimaculata
Hyphinoe quadrimaculata är en insektsart som beskrevs av Buckton. Hyphinoe quadrimaculata ingår i släktet Hyphinoe och familjen hornstritar. Inga underarter finns listade i Catalogue of Life.